# Esquizotipia
Na psicologia, a esquizotipia é um conceito teórico que postula um contínuo de características e experiências de personalidade, variando de estados imaginativos e dissociativos normais a estados mentais extremos relacionados à psicose, especialmente a esquizofrenia. O continuum da personalidade proposto na esquizotipia está em contraste com uma visão categórica da psicose, em que a psicose é considerada um estado mental particular (geralmente patológico), que a pessoa tem ou não tem.

## Desenvolvimento do conceito
A visão categórica da psicose está mais associada a Emil Kraepelin, que criou critérios para o diagnóstico médico e classificação de diferentes formas de doença psicótica. Particularmente, ele fez a distinção entre demência precoce (agora chamada de esquizofrenia), insanidade maníaco-depressiva e estados não psicóticos. Os sistemas diagnósticos modernos usados em psiquiatria (como o DSM) mantêm essa visão categórica.
Em contraste, o psiquiatra Eugen Bleuler não acreditava que houvesse uma separação explícita entre sanidade e loucura, acreditando, em vez disso, que a psicose era simplesmente uma expressão extrema de pensamentos e comportamentos que poderiam estar presentes em graus variados na população.
O conceito de psicose como um espectro foi desenvolvido por psicólogos como Hans Eysenck e Gordon Claridge, que buscaram entender variações incomuns de pensamento e comportamento em termos de teoria da personalidade. Eysenck conceituou variações cognitivas e comportamentais como todas juntas formando um único traço de personalidade, o psicoticismo.

Meehl et al 1964 cunhou o termo 'esquizotipia' primeiro, e através do exame de experiências incomuns na população em geral e agrupamento de sintomas em indivíduos diagnosticados com esquizofrenia. O trabalho de Claridge sugeriu que esse traço de personalidade era mais complexo do que se pensava anteriormente e poderia ser dividido em quatro fatores.
- Experiências incomuns: A disposição para ter percepções incomuns e outras experiências cognitivas, como alucinações, crença mágica ou supersticiosa e interpretação de eventos (ver também delírios).
- Desorganização cognitiva: uma tendência para que os pensamentos se tornem descarrilados, desorganizados ou tangenciais (ver também transtorno do pensamento formal).
- Anedonia introvertida: tendência a um comportamento introvertido, emocionalmente vazio e antissocial, associado a uma deficiência na capacidade de sentir prazer com a estimulação social e física.
- Inconformidade impulsiva: A disposição para humor e comportamento instáveis, particularmente no que diz respeito a regras e convenções sociais.

## A relação entre esquizotipia, saúde mental e doença mental
Embora com o objetivo de refletir algumas das características presentes na doença mental diagnosticável, a esquizotipia não implica necessariamente que alguém que é mais esquizotípico do que outra pessoa seja mais doente. Por exemplo, certos aspectos da esquizotipia podem ser benéficos. Tanto as experiências incomuns quanto os aspectos de desorganização cognitiva têm sido associados à criatividade e à realização artística. Jackson propôs o conceito de 'esquizotipia benigna' em relação a certas classes de experiência religiosa, que ele sugeriu pode ser considerada como uma forma de resolução de problemas e, portanto, de valor adaptativo. A ligação entre a esquizotipia positiva e certas facetas da criatividade é consistente com a noção de uma "esquizotipia saudável", que pode explicar a persistência de genes relacionados à esquizofrenia na população, apesar de seus muitos aspectos disfuncionais. A extensão da esquizotipia pode ser medida usando certos testes de diagnóstico, como o O-LIFE.
No entanto, a natureza exata da relação entre esquizotipia e doença psicótica diagnosticável ainda é controversa. Uma das principais preocupações dos pesquisadores é que as medidas de esquizotipia baseadas em questionários, quando analisadas por meio de análise fatorial, não sugerem que a esquizotipia seja um conceito unificado e homogêneo. As três abordagens principais foram rotuladas como 'quase-dimensionais', 'dimensionais' e 'totalmente dimensionais'.

Cada abordagem às vezes é usada para sugerir que a esquizotipia reflete uma vulnerabilidade cognitiva ou biológica à psicose, embora isso possa permanecer adormecido e nunca se expressar, a menos que seja desencadeado por eventos ou condições ambientais apropriadas (como certas doses de drogas ou altos níveis de estresse).

### Abordagem quasi-dimensional
O modelo quase-dimensional pode ser rastreado até Bleuler (o inventor do termo 'esquizofrenia'), que comentou sobre dois tipos de continuidade entre normalidade e psicose: aquela entre o esquizofrênico e seus parentes, e aquela entre as personalidades pré- mórbidas e pós-mórbidas do paciente (ou seja, sua personalidade antes e depois do início da psicose evidente).
Sobre a primeira partitura, ele comentou: 'Se observarmos os parentes de nossos pacientes, muitas vezes encontraremos neles peculiaridades que são qualitativamente idênticas às dos próprios pacientes, de modo que a doença parece ser apenas um aumento quantitativo das anomalias observadas em os pais e irmãos.'
Sobre o segundo ponto, Bleuler discute em vários lugares se as peculiaridades apresentadas pelo paciente antes da admissão no hospital devem ser consideradas como sintomas premonitórios da doença ou apenas indícios de uma predisposição para desenvolvê-la.
Apesar dessas observações de continuidade, o próprio Bleuler permaneceu um defensor do modelo de doença da esquizofrenia. Para tanto, ele invocou um conceito de esquizofrenia latente, escrevendo: 'Na forma [latente], podemos ver in nuce [em poucas palavras] todos os sintomas e todas as combinações de sintomas que estão presentes nos tipos manifestos da doença.'
Os defensores posteriores da visão quase-dimensional da esquizotipia são Rado e Meehl, de acordo com ambos os quais os sintomas esquizotípicos meramente representam manifestações menos explicitamente expressas do processo subjacente da doença que é a esquizofrenia. Rado propôs o termo 'esquizótipo' para descrever a pessoa cuja composição genética lhe deu uma predisposição vitalícia à esquizofrenia.
O modelo quasi-dimensional é assim chamado porque a única dimensão que ele postula é a das gradações de gravidade ou explicitação em relação aos sintomas de um processo de doença: a saber, a esquizofrenia.

### Abordagem dimensional
A abordagem dimensional, influenciada pela teoria da personalidade, argumenta que a doença psicótica completa é apenas o extremo mais extremo do espectro da esquizotipia e há um continuum natural entre pessoas com níveis baixos e altos de esquizotipia. Este modelo está mais intimamente associado ao trabalho de Hans Eysenck, que considerava a pessoa exibindo as manifestações plenamente desenvolvidas da psicose simplesmente como alguém ocupando o extremo superior de sua dimensão de "psicoticismo".

O suporte para o modelo dimensional vem do fato de que pontuadores altos em medidas de esquizotipia podem atender, ou preencher parcialmente, os critérios diagnósticos para transtornos do espectro da esquizofrenia, como esquizofrenia, transtorno esquizoafetivo, transtorno de personalidade esquizóide e transtorno de personalidade esquizotípica. Da mesma forma, quando analisados, os traços de esquizotipia geralmente se dividem em grupos semelhantes, assim como os sintomas da esquizofrenia (embora estejam normalmente presentes em formas muito menos intensas).